# Catalizador de Adkins
El catalizador de Adkins, referido también como Catalizador de Lazier, es un complejo inorgánico (a veces llamado "cromito de cobre") de composición general de Cu2Cr2O5, pero puede contener óxido de bario. Se utiliza para catalizar diversas reacciones de oxidación-reducción en síntesis orgánica.  Fue descrito por primera vez en 1908.  Una variedad de compuestos son reconocidos también como Catalizador de Adkins:  Cr2CuO4·CuO·BaCrO4 (CAS # 99328-50-4) y Cr2Cu2O5 (CAS# 12053-18-8).  Este último a veces es intencionadamente envenenado con quinoleína, cuando el catalizador se utiliza para reacciones de  descarboxilación. El catalizador se desarrolló en América del Norte por Homero Adkins Burton y Arthur Wilbur Lazier basado en parte en el interrogatorio a químicos alemanes a partir de Segunda Guerra Mundial en relación con el Proceso de Fischer-Tropsch. El catalizador Cr2CuO4·CuO·BaCrO4 se prepara mediante la adición de una solución que contiene nitrato de bario y nitrato de cobre (II) en una solución cromato de amonio. Este precipitado resultante se calcina de 350 a 400 °C.

## Reacciones
- Hidrogenación de ésteres a su alcohol correspondiente.[5]

- El antraceno se hidrogena parcialmente en las posiciones 9,10.

- Hidrogenólisis del alcohol tetrahidrofurfurílico al 1,5-pentanodiol a 250-300 °C y 3300-6000 psi de presión de  H2.[6]

- Descarboxilación de ácido α-fenilcinámico para dar como producto el cis-estilbeno.[7]

Las reacciones que involucran hidrógeno se llevan a cabo en fase gaseosa relativamente a alta presión (135  atm) y altas temperaturas (150-300°) en una bomba de hidrogenación. Se conocen catalizadores más activos que requieren condiciones menos vigorosas, aunque se suelen emplear metales más costosos, como el platino (Véase Catalizador de Adams) y el paladio.